# Liste der Naturdenkmale in Holzheim (Aar)
Die Liste der Naturdenkmale in Holzheim nennt die im Gemeindegebiet von Holzheim ausgewiesenen Naturdenkmale (Stand 20. Mai 2024).

## Ehemalige Naturdenkmale
| Nr. | Bezeichnung  | Lage                                                     | Beschreibung                                        | Bild                                    |
| --- | ------------ | -------------------------------------------------------- | --------------------------------------------------- | --------------------------------------- |
|     | Rosskastanie | südwestlich des Ortes am Börnchen im Weibitzbachtal Lage | Aesculus hippocastanum; Rechtsverordnung aufgehoben | Direkt Bild zu diesem Denkmal hochladen |